# Art of War Fighting Championship
Art of War Fighting Championship（アート・オブ・ウォー・ファイティング・チャンピオンシップ、中国語: 英雄榜）は、中国の総合格闘技団体。2005年から2009年まで主に北京市で開催された。2016年に活動再開し、同年に再び活動休止。中国大陸初の総合格闘技団体である。略称は、AOW。